# Love Missile F1-11
"Love Missile F1-11" is een single van de Britse new wavegroep Sigue Sigue Sputnik, afkomstig van hun album Flaunt It uit 1986. Het nummer lag aan de basis voor de rage die rond de band is ontstaan. "Love Missile F1-11" werd het grootste succes van de band, die met het nummer Europa veroverde. In Spanje stond "Love Missile F1-11" twee weken lang op nummer één. In Nederland (30) en België (20) scoorde het nummer gemiddeld.
"Love Missile F1-11" heeft een gelijkvormige baslijn die als een sample dunkt van "Girl U Want" door de Amerikaanse band Devo uit 1980. "Love Missile F1-11" werd geproduceerd door de Italiaanse discolegende Giorgio Moroder, onder andere bekend van "The chase" (uit de soundtrack van de drugsfilm Midnight Express) en het studioalbum "From here to eternity" uit 1975.
Van het nummer werd ook een trailer ter promotie gemaakt, zoals bij een film. De "Trailer Mix" duurt 1 minuut en 15 seconden. De band laat zich de "Fifth Generation of Rock and Roll" noemen.
"Love Missile F1-11" werd in 1987 en 2003 gecoverd door respectievelijk de britpop-groep Pop Will Eat Itself en rocklegende David Bowie.

## Inhoud
"Love Missile F1-11" bevat agressieve drums van Chris Kavanagh en Ray Mayhew en luide echo's, waarbij Giorgio Moroder en Tony James een krachtige en monotone sound aanhouden die bijwijlen vooruitloopt op het genre techno van de toekomst. Over de sound van James heen brengt gitarist Neal X een bewust nogal onevenwichtig elektrisch gitaarspel. Doorheen de track wordt een tamelijk grootsprakerige en futuristische sfeer gecreëerd, niet het minst door het spel van X en de special effects die veelvuldig werden toegepast. 
"Love Missile F1-11" is een ambigu nummer, met controversiële verwijzingen naar kernwapens en Japan ("Ultraviolence in Japan!", zoals zanger Martin Degville aan het einde slaakt). De coupletten geschreven door Degville zijn somber ("The U.S. bombs cruising over head", later gevolgd door "Multi-millions still unfed"). "Love Missile F1-11" kan ook geïnterpreteerd worden als een dysfemisme van een seksueel orgasme (of het ervaren daarvan). Een groot deel van de inhoud laat vermoeden dat men die richting uit gaat. Het overmatig aanwezig zijn van de woorden "Shoot it up" en de zin "There goes my love rocket red", aan het begin, illustreren de hints. De zin "Amondo teeno giving [...]" uit de single, die Degville zingt vlak voor het refrein, werd om onduidelijke redenen veranderd naar "Amondo teeno giving head" in de langere versie (6:56) en remixes van het nummer. Bovendien werd de 
de frase met "Amondo teeno [...]" door de band zelf uitgevonden.
Het grappige was dat [Degville en Neal X] de "F1-11" niet konden laten rijmen op "Shoot it up". Desalniettemin klonk de naam "Love Missile F1-11" gewoon beter. En die "Ultraviolence" door Malcolm McDowell die we uit de film A Clockwork Orange haalden, meestal tijdens een live-optreden van ons, gaf een oprecht gevoel van dreiging. De eerste keer had ik nog nooit zoiets gehoord.— Tony James, de excentrieke frontman van Sigue Sigue Sputnik, over "Love Missile F1-11"

## Samples
In het nummer schuilen vele verwijzingen naar (Brits-)Amerikaanse blockbusters als A Clockwork Orange (12" versie), The Terminator, Blade Runner (7" versie) en Scarface ("Then when you get the money, you get the power" gesproken door hoofdpersonage Tony Montana). Het nummer sluit af met "Soon, the whole world will know my name" uit de teaser van Rocky IV.
- De baslijn van het nummer werd quasi overgenomen van het nummer "Girl U Want" van Devo uit 1980 (na het refrein "She's just the girl, she's just the girl... The girl you want").

- "The Korova milkbar sold milk-plus, milk plus vellocet or synthemesc or drencrom, which is what we were drinking. This would sharpen you up and make you ready for a bit of the old ultraviolence." – door Alex DeLarge (Malcolm McDowell) uit A Clockwork Orange van Stanley Kubrick; het woord "Ultraviolence", door James in de "Trailer Mix" vermeld als: "All we need is designer violence", naar zanger/ontwerper Martin Degville en het absurde voorkomen van de band.

- "Symfonie nr. 9" van Ludwig van Beethoven – uit de soundtrack van A Clockwork Orange; uit de "Extended Version".

- "I wanna marry a lighthouse keeper and keep him company" ("Ik wil trouwen met de eigenaar van een vuurtoren en hem gezelschap houden") – uit de soundtrack van A Clockwork Orange; uit de "Extended Version/Bangkok Mix".

- "Then when you get the money, you get the power. When you get the power, you get all the women" – door Tony Montana (Al Pacino) uit Scarface van Brian De Palma; behalve de laatste zin.

- "My mother? Let me tell you 'bout my mother..." – door Leon Kowalski (Brion James) uit Blade Runner van Ridley Scott; uit de "Extended Version".

- "I've seen things... seen things you little people wouldn't believe" (...) "Ik heb dingen gezien die jullie niet zullen geloven" (...) – slot uit de beroemde "Tears in rain" / C Beams-monoloog van Roy Batty (gespeeld door de Nederlandse acteur Rutger Hauer) uit Blade Runner; door Hauer gesproken, maar verkort tot "I've seen things you people wouldn't believe"; uit de "Extended Version".

- "They're just questions, Leon. In answer to your query they're written down for me. It's a test, designed to provoke an emotional response." – door Dave Holden (Morgan Paull) uit Blade Runner; uit de "Extended Version".

- "The light that burns twice as bright, burns half as long. And you have burned so very, very brightly, Roy." – door Eldon Tyrell (Joe Turkel) uit Blade Runner; uit de "Extended Version/Bangkok Mix".

- "Soon, the whole world will know my name" – door Ivan Drago (Dolph Lundgren) uit Rocky IV van Sylvester Stallone (teaser van de film).

## Videoclip
In de videoclip ziet men de leden van Sigue Sigue Sputnik in een futuristische (oorlog)stad, die vermoedelijk is gebaseerd op Tokio aangezien een aantal Japanse reclameborden zichtbaar zijn. Maar ook New York, met het Empire State Building en omliggende gebouwen, glipt door beeld. Vlak voor het refrein, zegt frontman Tony James bovendien: "What we need, is designer violence". De clip bevat verschillende verwijzingen naar futuristische/sci-fi series en films als Star Trek, Star Wars en The Terminator. Zo dragen James en Degville een MAC-10 machinepistool, die voorzien is van een knaldemper. Ook ontploffen er vele kernraketten in de clip. De aandachttrekkerij kenschetsend voor de band is aanwezig in de clip. Zo stappen de leden in een limousine omringd door opdringerige journalisten. Ook is een live-optreden van de band te zien.

## Versies

### 7": Parlophone / SSS 1 (VK)
A-kant
1. "Love Missile F1-11" – 3:45

B-kant
1. "Hack Attack" – 3:50

### 7": Manhattan Records / B-50035 (VS)
A-kant
1. "Love Missile F1-11" – 3:45

B-kant
1. "Hack Attack" – 3:50

### 12": Parlophone / 12 SSS 1 (VK)
A-kant
1. "Love Missile F1-11 (Extended Version)" – 6:55

B-kant
1. "Love Missile F1-11 (Dance Mix)" – 4:27
2. "Hack Attack" – 3:50

### 12": Manhattan Records / V-56021 (VS)
A-kant
1. "Love Missile F1-11 (Extended Version)" – 6:55

B-kant
1. "Love Missile F1-11 (Dance Mix) – 4:27
2. "Love Missile F1-11 (Single Version)" – 3:45

### Special Edition 12": Parlophone / 12 SSSX 1 (VK)
A-kant
1. "Trailer Mix" – 1:16
2. "Love Missile F1-11 (Video Mix)" – 3:45

B-kant
1. "Love Missile F1-11 & 'Actuality' Sound" – 3:46
2. "Hard Attack (Dub)" – 3:52

## Amerikaanse versie
Tony James trachtte met het nummer de Verenigde Staten te veroveren. Dat plan mislukte echter. Het publiek werd niet warm van de band, vatte het concept niet of capteerde niet waarvoor de band stond. Het imago was voor James belangrijker dan de muziek. Bovendien moest James het nummer ingrijpend aanpassen voor de Amerikaanse release. Bepaalde geluidseffecten, zoals de intro met gong, en fragmenten uit The Terminator, Rocky IV (teaser) en Scarface werden onder dwang verwijderd. James had de rechten niet weten te verwerven om de fragmenten te gebruiken. James sprak daarom zelf de zinnen uit de films in.

## In populaire cultuur
- "Love Missile F1-11" werd opgenomen in de soundtrack van het computerspel Grand Theft Auto: Vice City uit 2002, op de virtuele radiozender Wave 103. Grand Theft Auto: Vice City speelt zich 's zomers af in een fictieve Amerikaanse stad, Vice City, gebaseerd op het Miami van 1986.
- "Love Missile F1-11" maakt deel uit van de soundtrack van de film Ferris Bueller's Day Off (1986) met Matthew Broderick in de hoofdrol. Een remix van het nummer opent met "I wanna be a star!".